# Хрест В'язнів Аушвіца
Хрест В'язнів Аушвіца (пол. "Krzyż Oświęcimski") — польська державна відзнака, заснована Законом від 14 березня 1985 року як вираження данини пам'яті особам, ув'язненим у нацистських концтаборах за участь у боротьбі за визволення Польщі від німецької окупації, за патріотичну, революційну та прогресивну діяльність, через національну чи расову приналежність та з інших політичних мотивів, як данину їхньому мучеництву та мужності. Назва відзнаки походить від концтабору Аушвіц (який за часів ПНР під назвою «Ошвенцім» був символом мученицької смерті польського населення в концтаборах).

## Положення про присвоєння ордена
Хрестом В'язнів Аушвіца нагороджували громадян Польщі. Нею могли бути також нагороджені особи, які були ув'язнені як польські громадяни і на момент нагородження мали громадянство іншої країни, а в особливих випадках також громадяни інших країн, ув'язнені з політичних мотивів, особливо учасники табірного руху опору. Хрест також вручався посмертно — нагороду вручали родині загиблого.
Хрестом нагороджувала Державна рада Польщі (орган державної влади Польщі, який існував у 1947—1989 роках та виконував у 1952—1989 роках функції колективного глави держави) за поданням:
- Спілки борців за свободу і демократію — щодо членів спілки;
- Голова Управління у справах ветеранів — щодо інших осіб;
- Міністр закордонних справ — щодо громадян Польщі, які постійно проживають за кордоном, та громадян інших держав;

8 травня 1999 року нагородження хрестом Аушвіц вважалося завершеним.

## Опис нагороди
Хрест В'язнів Аушвіца — нагорода, нагрудний знак рівнораменний прямий хрест розміром 42×42 мм, посріблений, оксидований. На лицьовій стороні хреста в центральній частині зображено композицію червоного трикутника з літерою «P» (нашивка, яку використовували в німецьких концтаборах для поляків) на фоні колючого дроту та двох стовпів. На горизонтальному гербі розміщено напис 1939 — 1945. На реверсі розміщено напис у чотири рядки: PRL / PRISONERS / HITLEROWSKICH / OBOZÓW KONCENTRACYJNYCH. Після 1989 року на реверсі напис PRL було замінено написом RP.
Стрічка хреста завширшки 40 мм з одинадцятьма вертикальними смугами світло-попелясто-сірого та блакитного кольорів (кольори «смуги» — одягу в'язнів).
Хрест, відповідно до старшинства польських відзнак, носили на лівій стороні грудей після партизанського хреста, а з 1992 року його носять після нинішніх державних відзнак.
Автором нагрудного знака став скульптор і медальєр Едуард Гороль.

## Нагородження
30 серпня 1985 року в резиденції Державної ради у Варшаві відбулася церемонія нагородження першої групи колишніх в'язнів концтаборів. Згідно з даними Управління державних відзнак Канцелярії Державної Ради та Управління відзнак Канцелярії Президента Республіки Польща, загалом було нагороджено 35 949 хрестів.

## Світлини

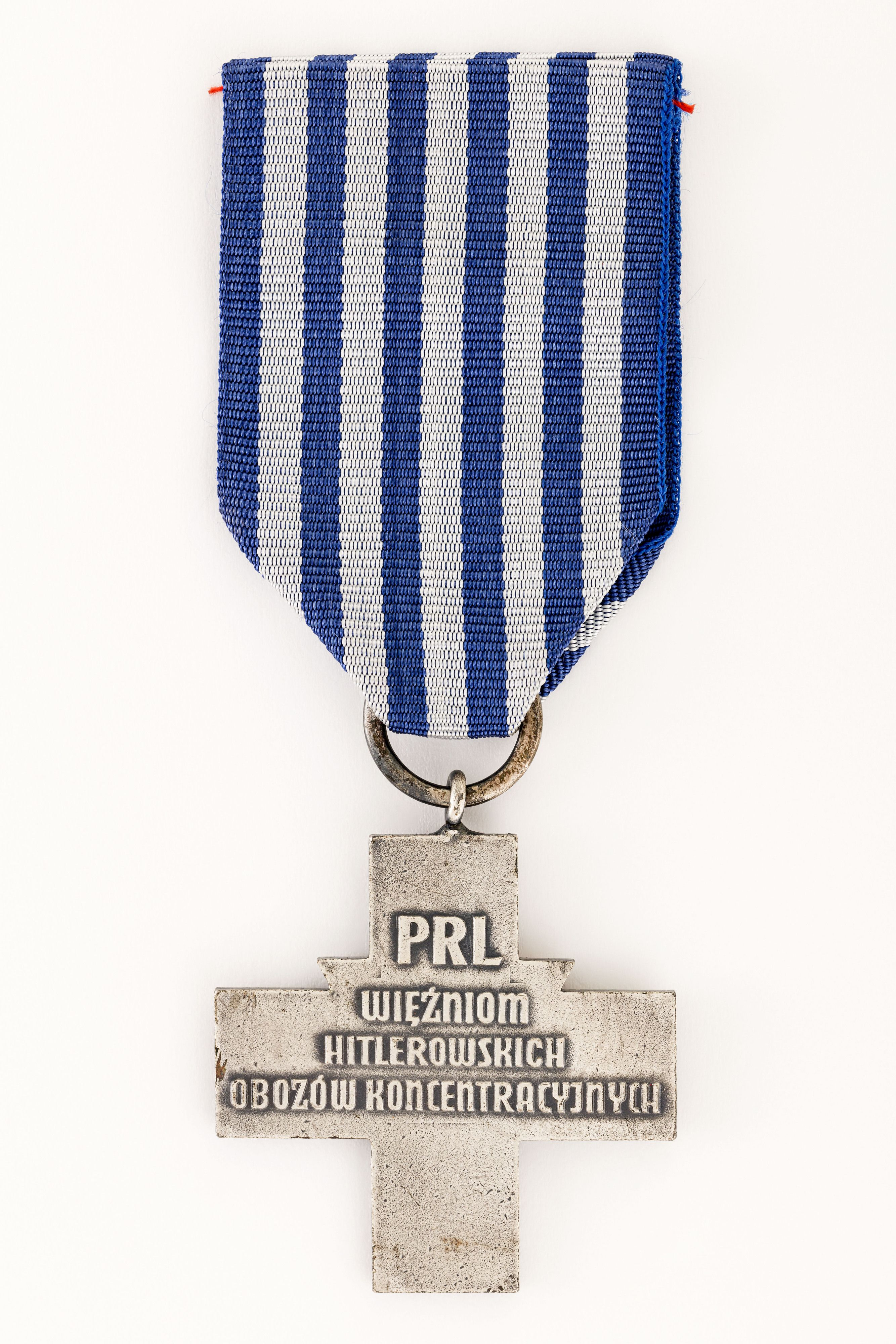
Реверс нагороди
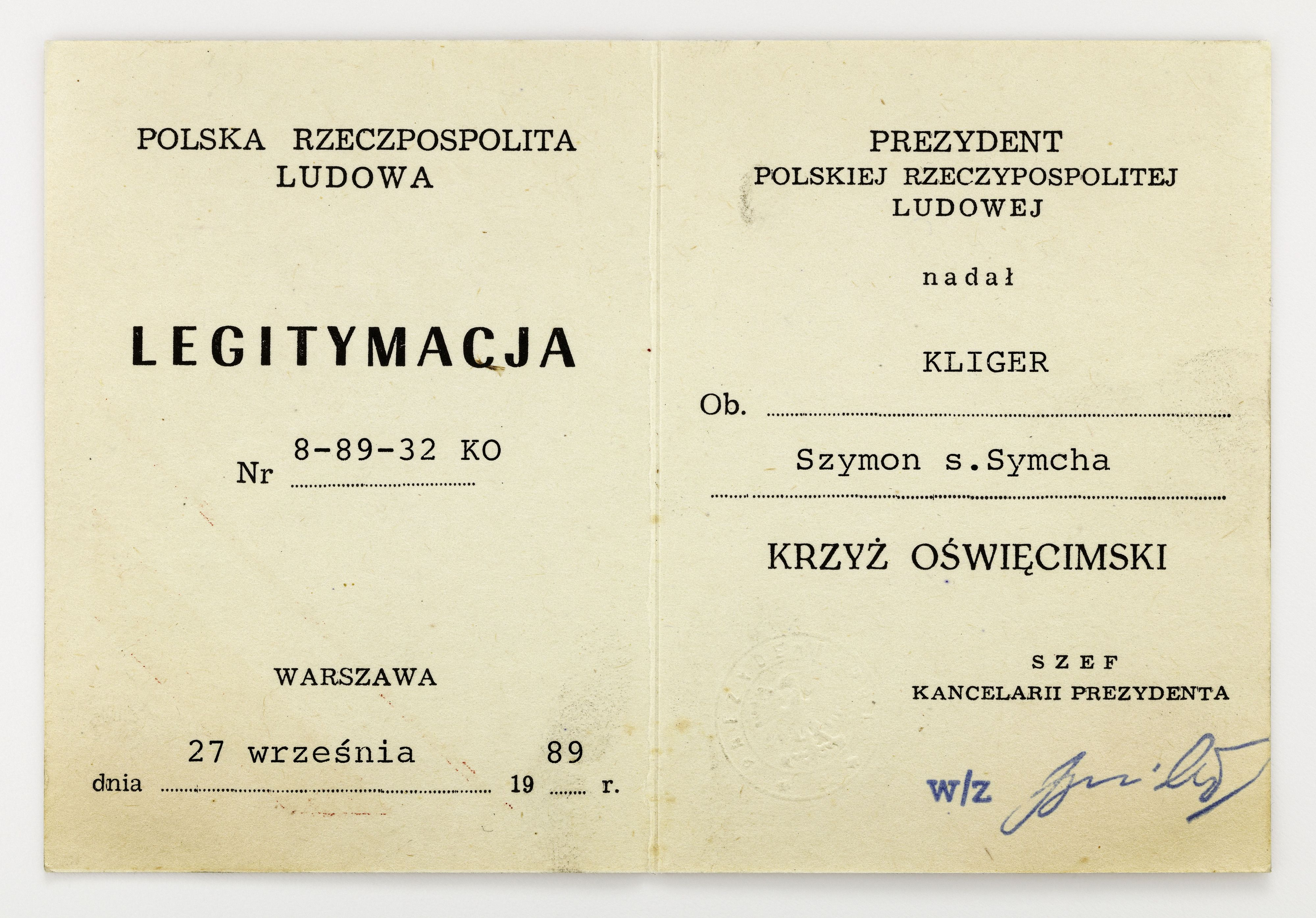
Наградна книжка
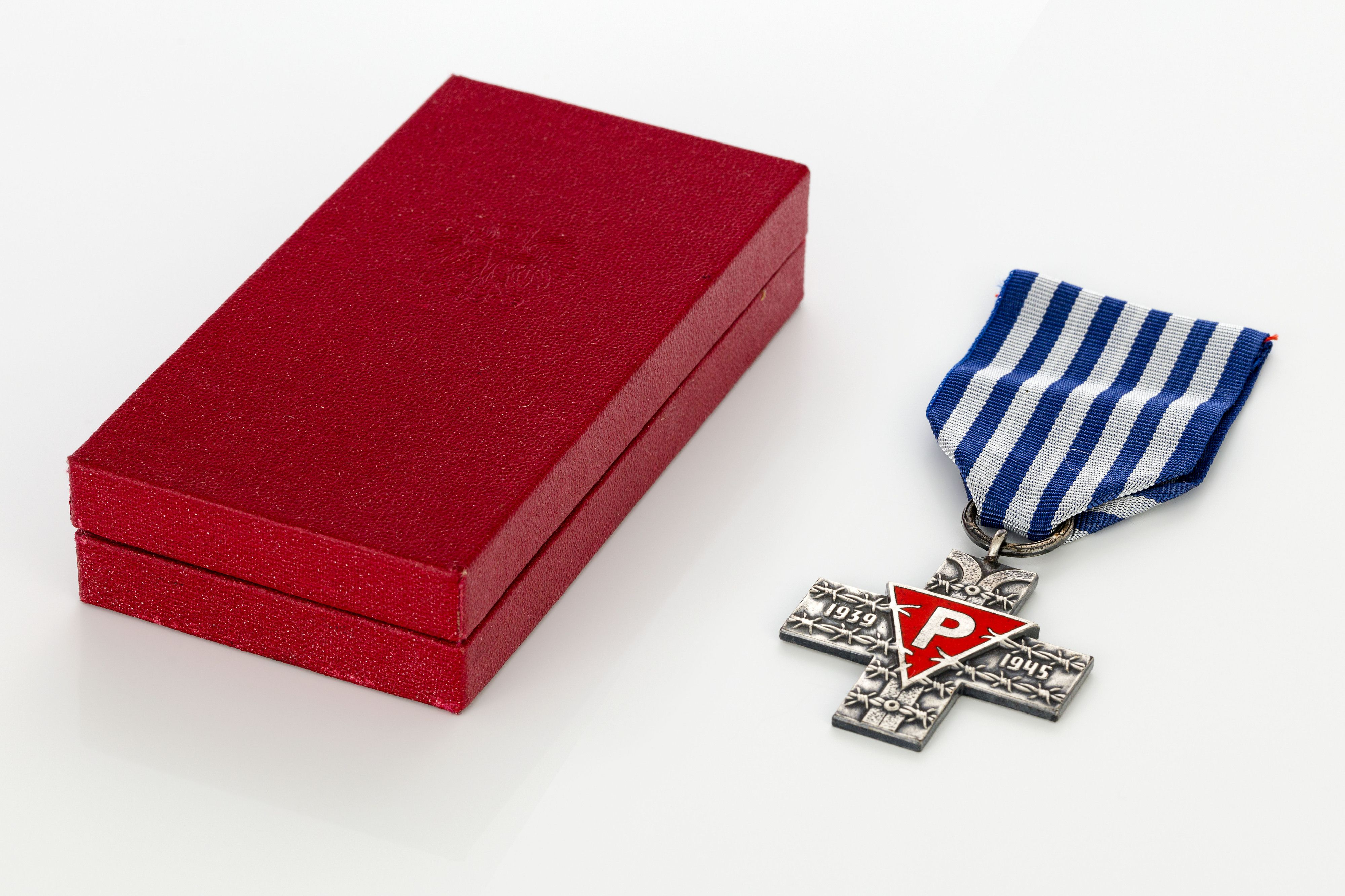
Нагорода з футляром